# Cosmorama (ort)
Cosmorama är en ort i Brasilien.   Den ligger i kommunen Cosmorama och delstaten São Paulo, i den södra delen av landet, 600 km söder om huvudstaden Brasília. Cosmorama ligger 517 meter över havet och antalet invånare är 7 214.
Terrängen runt Cosmorama är platt. Runt Cosmorama är det ganska glesbefolkat, med 38 invånare per kvadratkilometer.. Det finns inga andra samhällen i närheten.
Omgivningarna runt Cosmorama är en mosaik av jordbruksmark och naturlig växtlighet.